# Friedrich Wilhelm Ferdinand Schmitt
Friedrich Wilhelm Ferdinand Schmitt (* 25. März 1823 in Zempelburg, Kreis Flatow, Westpreußen; † 3. März 1910 ebenda) war ein deutscher Schulmann, Pädagoge und Provinzialhistoriker.

## Leben
Schmitt, dessen Vater der Zempelburger Bürgermeister Andreas Schmitt war, besuchte zunächst die Stadtschule in Zempelburg und dann das Danziger Gymnasium, das er Ostern 1839 nach erworbener Hochschulreife verließ. Sechs Semester studierte er an der Universität Halle, wo er philologische Vorlesungen bei Bernhardy, philosophische bei Erdmann, historische bei Leo und evangelisch-theologische bei Tholuck hörte. Ein siebentes Semester lang studierte er an der Berliner Humboldt-Universität bei Trendelenburg Philosophie.
Ein früh auftretendes nervöses Herzleiden behinderte seine Laufbahn als beamteter Pädagoge an öffentlichen Schulen. Zwar absolvierte er nach bestandenem Staatsexamen sein Probejahr mit Unterbrechungen teils am Gymnasium in Danzig, teils am Gymnasium zum Grauen Kloster in Berlin, dann verzichtete er jedoch auf die Beamtenlaufbahn und wirkte zuerst als Hauslehrer und dann als Privatlehrer im Raum Thorn. Nebenher entwickelte er ein lebhaftes Interesse an der Geschichte und Volkskunde Westpreußens.
Schmitt promovierte 1862 an der philosophischen Fakultät der Universität Jena mit dem Dissertationsthema De nobilitate Polonica zum Dr. phil. Eine Gelegenheit zu weiterer wissenschaftlicher Betätigung bot sich ihm, als  das Staatsministerium bei den Kreisständen angeregt hatte, über die Geschichte der Kreise von sachkundigen Historikern Chroniken verfassen zu lassen. Die Kreise Flatow, Deutsch-Krone und Stuhm betrauten Schmitt mit dieser Aufgabe. Er verfasste daraufhin einige bedeutende Kreischroniken, die in den Jahren 1867 und 1868 erschienen. Für die Ausarbeitung der Chronik über den Kreis Flatow bediente er sich auch polnischer Archive.
Als 1867 das Staatsarchiv der Provinz Posen gegründet wurde, erhielt er den Auftrag, das in alten Registraturen vorhandene archivalische Material zu erfassen. Als sich seine Hoffnung, im Archivdienst angestellt zu werden, nicht erfüllte,  entschloss er sich 1872, in seiner Vaterstadt Zempelburg eine Privatschule zur Vorbereitung auf den Besuch höherer Lehranstalten zu eröffnen. Die Schule leitete er erfolgreich bis wenige Jahre vor seinem Tod. Schon vor Eröffnung seiner Schule hatte er sich auch der pädagogischen Schriftstellerei zugewandt. So entstand in den Jahren 1869 bis 1874 eine Reihe von Lehrbüchern für den Unterricht der unteren Gymnasialklassen und höheren Bürgerschulen. 1870 erschien von ihm ein General-Leitfaden für die unteren Klassen von Gymnasien und höheren Bürgerschulen.
Außerdem veröffentlichte er in der Zeitschrift für preußische Geschichte und Landeskunde eine kulturhistorische Studie über „Land und Leute in Westpreußen“, die in vier Folgen erschien. In der ersten, im Januar 1870 herausgekommenen Folge wurde Thorn als sein Wohnsitz angegeben, in den drei Fortsetzungen dann jedoch der etwa zehn Kilometer nördlich von Thorn gelegenen Gutsbezirk Lulkau. Im Jahr 1875 wird Zempelburg als sein Wohnort angegeben. Das 1879 zuletzt von ihm veröffentlichte Buch trug den Titel Die Provinz Westpreußen, wie sie entstanden und wie sie gegenwärtig entstanden ist.
Von seinen Zeitgenossen wurde Schmitt als ein Mann von tiefer Frömmigkeit und großem sittlichen Ernst beschrieben, der von allen, die ihn kannten, hochgeschätzt und von seinen zahlreichen Schülern verehrt wurde. Er war Mitglied des Westpreußischen Geschichtsvereins. Laut einer Vereinsmitteilung starb er am 3. März 1910 in Zempelburg.

## Werke (Auswahl)
- Hexerei in Pommerellen. In: Neue Preußische Provinzial-Blätter. Andere Folge, Band III, Königsberg 1853, S. 163–166.
- Topographie der zum ehemaligen Netz-Distrikt gehörigen Kreise West-Preussens. In: Preußische Provinzial-Blätter, Andere Folge, Band VI, Königsberg 1854, S. 257–289 und S. 432–461, Band VII, Königsberg 1855, S. 42–46 und S. 105–118.
- Topographie des Flatower Kreises. In: Preußische Provinzial-Blätter, Andere Folge, Band VI, Königsberg 1854, S. 257–289 und S. 432–461, Band VII, Königsberg 1855, S. 42–46 und S. 105–118.
- Zur Kassuben-Frage. In: Neue Preußische Provinzial-Blätter. Andere Folge. Band 8, Königsberg 1855, S. 337–338. (Dieser Beitrag betrifft den Aufsatz von  W. Hanow: Die Kassubiten. In: Neue Preußische Provinzial-Blätter. Andere Folge, Band 8, Königsberg 1855, S. 161–165.)
- Der Kreis Flatow. In seinen gesammten Beziehungen dargestellt. Lambeck, Thorn 1867 (Digitalisat). (Rezension).[4] (Rezension).[5]
- Geschichte des Deutsch-Croner Kreises. Thorn 1867 (Digitalisat). (Rezension).[6]
- Geschichte des Stuhmer Kreises. Im Auftrag der Kreisstände verfasst. Thorn 1868 (Digitalisat).
- Tirocinium latinum. Thorn 1869.
- General-Leitfaden für die unteren Klassen von Gymnasien und höheren Bürgerschulen. Zwei Teile: 1. Sprachen, 2. Realien. Lambeck, Thorn 1870. (Rezension).[7]
- Land und Leute in Westpreußen. In: Zeitschrift für preußische Geschichte und Landeskunde. Band 7, Berlin 1870, S. 33–47, S. 189–229, S. 553–568 und S. 610–624.
- Tirocinium graecum. Thorn 1873.
- Kleines Englisches Elementarbuch. Thorn 1873.
- Kleines Französisches Elementarbuch. Thorn 1874.
- Zur Adalbert's-Frage. In: Altpreussische Monatsschrift. Neue Folge, 12. Band, Königsberg 1. Pr. 1875, S. 531–541.
- Die Provinz Westpreussen wie sie entstanden und wie sie gegenwärtig beschaffen ist. In zwei Skizzen. Verlag Ernst Lambeck, Thorn 1879.